# Zadovita
La zadovita és un mineral de la classe dels silicats, que pertany i dona nom al grup de la zadovita. Rep el seu nom en honor d'Alexandr Efimovich Zadov (1958-2012), mineralogista i recol·lector de minerals rus, especialista en la mineralogia dels silicats de calci.

## Característiques
La zadovita és un nesosilicats de fórmula química BaCa₆[(SiO₄)(PO₄)](PO₄)₂F. Va ser aprovada com a espècie vàlida per l'Associació Mineralògica Internacional l'any 2013. Cristal·litza en el sistema trigonal. És un mineral amb un tipus d'estructura modular nou, estretament relacionat amb l'estructura de la nabimusaïta. És l'anàleg de fòsfor de l'aradita. Difereix de la gazeevita per la substitució d'un dels grups de fosfats per ortosilicat, els dos últims per sulfat i fluor per òxid. L'exemplar que va servir per a determinar l'espècie, el que es coneix com a material tipus, es troba conservat a les col·leccions del Museu d'Història Natural de Berna, a Suïssa, amb el número de catàleg NMBE 4210.

## Formació i jaciments
La localitat tipus de la zadovita i també de l'aradita es troba a la part central de la conca de l'Hatrurim, a 5 km al sud-est de la ciutat d'Arad, a la vora dels deserts del Nègueb i Judea, a Israel. Es tracta de l'únic indret on ha estat descrita aquesta espècie mineral.